# 金牛T星

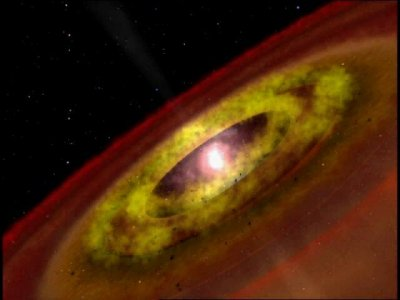
金牛T星與拱星吸積盤的圖

金牛T星（T Tauri star, TTS）是變星的一種，其年龄通常不超过约一千万年。该类恒星因其原型——位于金牛座分子云的年轻恒星金牛座T星而得名。它們都在鄰近分子雲的地方被發現，例如NGC 1555，並且根據光學上的觀測被確認為是一顆有著強烈的色球譜線的變星。
金牛T星是一种主序前星，正在沿着林轨迹（Hayashi track）收缩，向主序星演化。林轨迹是一条描述质量小于约3个太阳质量的年轻恒星在前主序阶段的光度-温度关系曲线。林轨迹阶段结束的标志，是当质量大于约0.5个太阳质量的恒星内部开始形成辐射层，或更小质量的恒星开始在主序阶段发生核聚变。

## 历史
金牛座T星在1852年被发现。金牛T星这种类型则在1945年最初被美国天文学家阿尔弗雷德·哈里逊·乔伊定义。

## 特徵
金牛T星是在前主序帶——F、G、K、M光譜類型——能見到的最年輕恆星（質量小於2太陽質量），表面溫度非常接近質量相同的同類型主序星，但是因為半徑較大而顯得較為明亮。它們的中心溫度仍太低，以至於還不足以引發氫融合。相反以收縮释放的重力势能朝向主序帶移動，大約在一億年後可以成為主序星。它們典型的自轉週期在1至12天之間，與太陽一個月的自轉週期相比是非常活躍和多變的。
有證據顯示有巨大的星斑覆蓋在其表面，並且有強烈和易變的X射線和電波輻射（強度約為太陽的1,000倍），其中許多還有強烈的恆星風。造成光度變化的另一個原因是環繞在金牛T星周圍的團塊（原行星和微行星）。
它們的光譜顯示有比太陽和其他主序星更高的鋰豐度，而鋰在2,500,000K的溫度上就會被毀壞。從對53顆金牛T星的研究，發現鋰的損耗與大小有強烈的關係，認為鋰燃燒是由PP鏈完成的，當在前主序帶的最後階段會有強烈的對流和不穩定階段，之後的林收縮可能是金牛T星主要的能量來源之一。快速的自轉有助於將鋰混合和輸送至更深處，并且在那里被毀壞。因為角動量的守恆，金牛T星通常隨著年齡，經由收縮而加快自轉速度。這導致鋰的損耗也隨著年齡增長而增加，鋰的燃燒也會使溫度和質量上升，持續大約一億年上下。
在P-P鏈中鋰的燃燒如下式：
- {\displaystyle p^{+}+{}^{6}Li\ \rightarrow \ {}^{7}Be}
- {\displaystyle {}^{7}Be+e^{-}\ \rightarrow \ {}^{7}Li} + ν
- {\displaystyle p^{+}+{}^{7}Li\ \rightarrow \ {}^{8}Be} (unstable)
- {\displaystyle {}^{8}Be\ \rightarrow \ {}^{4}He+{}^{4}He+{\mbox{energy}}}

這種反應在質量低於60個木星質量時不會發生。因此，鋰的消耗程度可以用來計算恆星的年齡。

## 类型
金牛T星分为有以下几个类型：
- 经典金牛T星（Classical T Tauri star, CTTS）
- 弱线金牛T星（Weak-line T Tauri star, WTTS）
  - 裸金牛T星（Naked T Tauri star, NTTS），是WTTS的一个子类型。

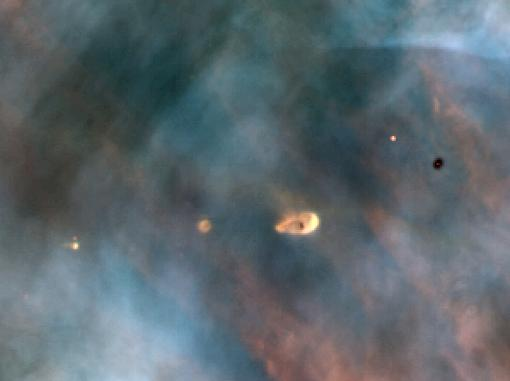
在獵戶座大星雲的原行星盤。

組略估計大約有一半的金牛T星有星周盤，被稱為原行星盤，因為它們可能与太陽系的行星系統的祖先类似。估計經過一千萬年星周盤就會消散。許多的金牛T星都是聯星。在它們生命的不同階段中，它們都可以稱為初期恆星體（Young Stellar Objects，YSOs）。金牛T星的阿爾文波的活躍磁場和強烈恆星風被認為會是将角動量能從恆星傳送到原行星盤的一种途径。在一個假設的太陽系的金牛T星階段中，角動量由收縮中的太陽轉移到原行星盤，如此最後才能產生行星。
在2至8太陽質量、A和B光譜類型範圍內類似金牛T星的主序前星稱為赫比格Ae/Be星。質量更重的主序前星，因為發展的太快速了，還沒有被觀測到：當它們能被看見時（拱星盤周圍的氣體和雲氣消散），核心的氫已經在燃燒中，因此已經是一顆主序星了。

## 行星
围绕金牛T星的已知行星包括：
- 1RXS J160929.1-210524 b
- PDS 70b/c

## 参閲
- 獵戶型變星